# El Rincón (Caucete)
El Rincón es una localidad de la provincia de San Juan, Argentina, dentro del Departamento Caucete.

## Población
Cuenta con 518 habitantes (Indec, 2001), lo que representa un incremento del 25,7% frente a los 412 habitantes (Indec, 1991) del censo anterior.

## Terremoto de Caucete 1977
El 23 de noviembre de 1977, Caucete fue asolada por un terremoto y que dejó como saldo lamentable algunas víctimas, y un porcentaje importante de daños materiales en edificaciones.
El Día de la Defensa Civil fue asignado por un decreto recordando el sismo que destruyó la ciudad de Caucete el 23 de noviembre de 1977.
- Escala de Richter: 7,4
- 65 víctimas mortales
- 284 víctimas heridas
- más de 40.000 víctimas sin hogar. No quedaron registros de fallas en tierra, y lo más notable efecto del terremoto fue la extensa área de licuefacción (posiblemente miles de km²).

El efecto más dramático de la licuefacción se observó en la ciudad, a 70 km del epicentro: se vieron grandes cantidades de arena en las fisuras de hasta 1 m de ancho y más de 2 m de profundidad. En algunas de las casas sobre esas fisuras, el terreno quedó cubierto de más de 1 dm de arena.

### Sismicidad
La sismicidad del área de Cuyo (centro oeste de Argentina) es frecuente y de intensidad baja, y un silencio sísmico de terremotos medios a graves cada 20 años.

### Sismo de 1861
Aunque dicha actividad geológica se ha ocurrido desde épocas prehistóricas, el terremoto del 20 de marzo de 1861 señala un hito importante dentro de la historia de eventos sísmicos argentinos ya que es el más fuerte registrado y documentado en el país. A partir del mismo la política de los sucesivos gobiernos provinciales y municipales han ido extremando cuidados y restringiendo los códigos de construcción.